# Khaled El-Masri
Khaled El-Masri (né le 29 juin 1963) est un citoyen allemand d’origine libanaise, arrêté par erreur par la police macédonienne en 2003 et livré par la suite à des agents de la CIA qui le torturent et le déportent vers un camp de prisonniers en Afghanistan.

## Biographie
Né le 29 juin 1963 au Koweït de parents libanais, Khaled El-Masri grandit au Liban. En 1985, il fuit la guerre civile libanaise alors qu'il est membre d'une des milices libanaises et part en Allemagne afin d'obtenir l'asile politique. En 1994, il y obtient la nationalité allemande.
Il se marie à une Libanaise en 1996 et a cinq enfants. 

## Détention, enlèvement et torture

### Détention et enlèvement en Macédoine
À la fin de l'année 2003, il part de son domicile à Ulm, sans sa femme et ses enfants, pour un bref séjour à Skopje, capitale de la Macédoine. Au cours d'un contrôle de passeports, il est appréhendé par les gardes-frontières macédoniens le 31 décembre 2003. La police macédonienne l'arrête parce que son nom est identique (à une transcription près) à celui de Khalid al-Masri (en), accusé par les États-Unis d'être proche de la cellule d'Al-Qaïda à Hambourg et de Mohamed Atta, principal organisateur des attentats du 11 septembre.
Khaled El-Masri est ensuite détenu pendant plus de trois semaines (23 jours) par la police macédonienne, dans une chambre d'un hôtel proche de l'ambassade des États-Unis à Skopje. Constamment enfermé dans la chambre et isolé de l'extérieur, il rapporte que des policiers en civil le menacent au pistolet et l'interrogent sur ses supposés associés, comme Reda Seyam (en),, et ses activités à Ulm. La police le questionne notamment sur sa fréquentation de la maison multi-culturelle (« Multikulturhaus (en) ») d'Ulm, lieu de culte soupçonné par la police allemande de soutenir le terrorisme islamiste. Ses gardiens lui promettent de le renvoyer en Allemagne s’il avoue être membre d’Al-Qaïda, ce qu'il ne fait pas en réfutant toutes leurs accusations et entame même une grève de la faim au 13e jour de détention,. 
Le 23 janvier 2004, Khaled El-Masri est libéré mais il doit signer une décharge et est filmé affirmant qu'il a été bien traité. Il est ensuite emmené, menotté et les yeux bandés, par la police macédonienne à l'aéroport international de Skopje. À l'arrivée sur cet aéroport, il est immédiatement pris en charge par des agents américains, identifiés a posteriori comme une équipe de remise spéciale de la CIA. Ces agents le soumettent au traitement du choc de capture (« capture shock treatment ») décrit dans une note de la CIA sur l’utilisation combinée de différentes techniques d’interrogatoire : trainé dans une salle, il rapporte avoir été d'abord roué de coups, puis déshabillé, sodomisé, ligoté. Par la suite, après injection d'une substance anesthésiante, il est transféré à bord d'un avion privé affrété vers une des prisons secrètes de la CIA à « Salt Pit » en Afghanistan,. 

### Prison de «Salt Pit» en Afghanistan
Par ce transfert, il devient un détenu fantôme et reste entre les mains de la CIA pendant plus de quatre mois dans le site noir, « Salt Pit », de la CIA. Les conditions de détention et les sévices subis au sein de « Salt Pit » sont rapportés par Khaled El-Masri au travers de déclarations et d'interviews qu'il donne à diverses associations et journaux, après sa libération,,,. Ayant lié contact avec quelques autres détenus, une partie du récit peut être corroborée par le témoignage d'anciens codétenus, comme le rapporte le New York Times après la libération de Laid Saidi (en). 
Détenu dans une minuscule cellule en béton sale, sombre et sans literie, il indique avoir reçu de maigre rations de nourriture et n'avoir eu à boire que de l'eau putride. Comme en Macédoine, il rapporte avoir été soumis à trois ou quatre interrogatoires sur ses activités à Ulm et ses rapports à Al-Qaïda. Au cours de ces interrogatoires, il raconte avoir subi des menaces, insultes et brutalités. Au moment de la détention, Khaled El-Masri ignore toujours les raisons de son enlèvement et son emprisonnement, et demande plusieurs fois, en vain, à rencontrer un représentant du gouvernement allemand. 
En mars 2004, Khaled El-Masri et plusieurs de ses codétenus, qui disent eux avoir été terriblement torturés dans une autre prison spéciale en Afghanistan, entament une grève de la faim collective pour protester contre leur maintien en détention en l’absence de charges. Au 37e jour de grève, ses geôliers le nourrissent de force avec un tube introduit par le nez ; étant devenu très malade, il arrête sa grève de la faim. 

### Libération et rétro-transfert en Albanie
Au cours de la grève de la faim, deux agents du gouvernement américain acceptent de rencontrer Khaled El-Masri. L'un d'entre eux lui confirme son innocence ; néanmoins, il insiste que seuls des responsables de Washington peuvent autoriser sa libération,. En effet, dès avril 2004, le directeur de la CIA, George Tenet, est informé du cas de Khaled El-Masri et de l'erreur d'identification faite par ses services, au moyen d'une analyse du passeport. En mai 2004, cette information remonte enfin au conseiller à la sécurité nationale (National Security Advisor) qui est alors Mme Condoleezza Rice  qui donne l'ordre d'en informer les autorités allemandes et de remettre immédiatement en liberté Khaled El-Masri,,.
À « Salt Pit », à partir du 16 mai 2004, Khaled El-Masri rapporte avoir reçu la visite à trois reprises d'un représentant allemand, se décrivant sous le nom de « Sam ». Ce dernier refuse de lui dire s'il a été envoyé par le gouvernement allemand ou si le gouvernement sait où il se trouve, mais lui indique qu'il est là pour préparer sa libération,. Afin de masquer son passage en Afghanistan, la CIA met en place une opération de rétro-transfert en Europe. D'après différents agents diplomatiques et selon des personnels de services de renseignement, la Macédoine ne souhaite pas le retour de Khaled El-Masri sur son territoire et la CIA s'arrange pour le faire ré-apparaitre en Albanie.
Le 28 mai 2004, accompagné de « Sam », il monte à bord d'un avion qui le conduit de Kaboul vers un pays d'Europe qui n'est pas l'Allemagne. Puis, après des heures de routes dans une zone montagneuse, on lui restitue ses affaires et l'abandonne en pleine nuit au milieu d'une forêt en Albanie. Après un vol depuis l'aéroport Mère Teresa de Tirana vers Francfort, il rentre finalement à Ulm le 29 mai 2004, cinq mois après son départ. 

## Enquêtes et poursuites
À son retour, Khaled El-Masri contacte dès juin 2004, un avocat allemand, Manfred Gnjidic, afin de défendre son affaire. En parallèle, il prend contact avec des journalistes d'investigation du New York Times, Souad Mekhennet (en) et Don Van Natta Jr., afin de faire la lumière sur les raisons de sa détention et ses interrogatoires par la CIA. Les journalistes du New York Times publient les résultats de leur enquête dans un article paru le 9 janvier 2005 et font alors connaitre l'affaire au grand public.

### Enquêtes
Les résultats d'enquêtes menées par différentes commission et organisation sont réunis au sein de divers rapports conclusifs : comme le rapport Marty ou l'arrêt émis par la Cour européenne des droits de l'homme.
L'ensemble de ces enquêtes concluent qu'une grande partie du récit formulé par Khaled El-Masri est corroboré et vérifié par de nombreux éléments tels : le témoignage d'autres passagers du bus, une identification de l'hôtel à Skopje, les tampons apposés sur le passeport, une analyse isotopique d'un follicule pileux de Khaled El-Masri à son retour attestant d'une présence en Asie et de deux grèves de la faim, des registres sur le transit et l'itinéraire des avions ayant permis la remise spéciale, etc.

### Rôle et réaction des États-Unis
Les éléments d'enquête et les rapports d'inspection ont révélé l'enchainement de décisions de la CIA ayant conduit à la détention et l'emprisonnement de Khaled El-Masri, avec la mise en place d'une extraordinary rendition.
Le Washington Post explique dans un article le 4 décembre 2005 que le service de l'inspection générale de la CIA examine une série d'enlèvements erronés, dont celui de Khaled El-Masri. Dans le cas de Khaled El-Masri, l'enquête rapporte qu'après avoir été contacté par les autorités macédoniennes, alors que celui-ci était détenu à l'hôtel de Skopje, la CIA, notamment la division Al-Qaïda de sa cellule de contre-terrorisme (Counterterrorism Center (en) - CTC), aurait pris la décision de l'interroger et l'extrader hors de Macédoine. Bien que des voix se sont opposées à ce choix en attendant plus d'éléments sur Khaled El-Masri et son identité réelle, la décision finale aurait été prise par la cheffe de la division du CTC, Alfreda Frances Bikowsky (en), sur la base d'une « intuition ».
En 2005, une enquête de la police espagnole dévoile une partie de l'organisation des programmes spéciaux de restitution de la CIA, en retraçant les itinéraires de vols des avions de la CIA impliqués dans ce circuit,. Elle dresse également une liste de noms de personnes identifiées comme des agents de la CIA faisant partie de l'équipe de remise spéciale, qui ont notamment fait escale à Palma de Majorque, décrite par le rapport Marty comme une « plate-forme charnière » du circuit de restitution. Cette liste a servi de base pour la justice allemande qui a émis en 2007 des mandats d'arrêt à l'encontre de treize personnes soupçonnées d'avoir participé à l'opération de restitution spéciale de la CIA,. Pour autant, cette action ne donne pas de suite, notamment parce que ces mandats allemands n'ont pas de valeur aux États-Unis et que des mandats internationaux n'ont pas été émis du fait d'une pression diplomatique, comme révélé lors de la divulgation de câbles diplomatiques par Wikileaks. 
Le 5 décembre 2005, la chancelière allemande Angela Merkel dit que les États-Unis ont admis que la détention de ce citoyen allemand était une erreur. Le 6 décembre 2005, l'American Civil Liberties Union aide Khaled El-Masri pour attaquer en justice l'ancien directeur de la CIA George Tenet et les propriétaires des avions privés loués au gouvernement américain que la CIA utilisait pour le transporter. À la suite de l'invocation par l'administration Bush du privilège de secret d'État, le tribunal refuse de reconnaître l'affaire.
Bien que dans un rapport secret de la CIA établi en 2007, rendu public en 2016, le service d'inspection générale de la CIA admet que la détention prolongée de Khaled El-Masri était injustifiée et résultait de non-respect et d'erreurs de procédure, les autorités des États-Unis ne lui accordent aucun droit à indemnité.

### Rôle et réaction de l'Allemagne
De manière générale, le rôle de l'Allemagne dans l'affaire Khaled El-Masri n'est pas clairement établi et a fait l'objet de diverses controverses : tant son éventuelle implication dans les interrogatoires par la CIA et dans la libération de Khaled El-Masri, que son degré de connaissances des faits aux différents instants. Avec la publication de l'article du New York Times début 2005, la population allemande soulève différentes interrogations et un certain nombre de reproches sont formulés par les médias à l'encontre de l'attitude du gouvernement.
En Allemagne, l'enquête est confiée au procureur de Munich, Martin Hofmann,. Au cours de l'enquête, on présente à Khaled El-Masri la photo de Gerhard Lehmann, un agent de l'office fédéral de police criminelle (en allemand : Bundeskriminalamt, BKA). Après une confrontation, Khaled El-Masri est à « 90 % sûr » de reconnaitre en lui le représentant allemand « Sam » ayant contribué à sa libération de « Salt Pit »,. Pourtant les autorités allemandes ainsi que l'agent du BKA nient l'identification établie par Khaled El-Masri et démentent leur implication dans l'affaire.
Le rapport Marty dresse également une liste à charge contre les services de renseignements allemands (en allemand : Bundesnachrichtendienst, BND). Compte tenu du détail des informations exposés lors des interrogatoires par les agents de la CIA et les officiers, sur la vie privée de Khaled El-Masri à Neu-Ulm, le rapport Marty émet l'hypothèse que ces informations n'ont pu être obtenues qu'avec l'aide des services de renseignement allemands. Le témoignage anonyme d'un agent, rapporté par le Berliner Zeitung, corroborerait cette hypothèse, en affirmant que le BND aurait donné aux États-Unis des informations sur Khaled El-Masri, notamment en raison des soupçons selon lesquels il serait lié à Reda Seyam, un ressortissant allemand d'origine égyptienne qui est pour sa part directement soupçonné d'avoir des liens avec l'organisation Al-Qaïda. Par ailleurs, dans son analyse, Dick Marty rapporte qu'un agent allemand aurait entendu parler au détour d'une conversation de la détention et de la restitution dès janvier 2004, mais que l'information n'aurait pas remonté jusqu'au haut de la hiérarchie. 
Afin de fournir des explications quant à la gestion par le gouvernement de l'affaire El-Masri, une enquête parlementaire est également ouverte. Au cours de cette enquête, différents ministres du gouvernement, au moment des faits (Schröder II, en place jusque novembre 2005) puis au cours de l'enquête (Merkel I, en place de novembre 2005 à octobre 2009) sont auditionnés. La question du positionnement de l'Allemagne vis-à-vis de la coopération internationale, et notamment avec les États-Unis, dans la lutte contre le terrorisme y est également abordé.
Un des seuls faits établis est la connaissance de l'affaire dès juin 2004 par Otto Schily, alors ministre de l'Intérieur à l'époque. Deux jours après la libération de Khaled El-Masri, Daniel Coats, alors ambassadeur américain à Berlin, rencontre Otto Schily et l'informe des faits et circonstances de la restitution spéciale, en admettant l'erreur commise par la CIA. Otto Schily précise toutefois que l'information lui est seulement connue après la libération et non durant la détention. Cependant, cette information ne donne pas de suite et il explique son silence notamment à la demande de Dan Coats de ne pas ébruiter l'affaire de sorte à ne pas détériorer les bonnes relations germano-américaines dans la lutte contre le terrorisme « Tous les succès que nous avons remporté dans la lutte antiterroriste sont en fait liés à une coopération basée sur la confiance avec les États-Unis, confiance que nous avons maintenue aussi en des moments difficiles. »
Frank-Walter Steinmeier, directeur de cabinet et chef du service des renseignements au moment des faits, puis ministre des Affaires étrangères, dément avec véhémence toute implication éventuelle de l’Allemagne dans l'enlèvement de Khaled El-Masri, en qualifiant de « révoltant » et « irresponsable » l'accusation anonyme d'échange d'information entre le BND et la CIA. Il ajoute que « la chancellerie a appris les faits en juin 2004, quelques jours après le retour de Khaled El-Masri, par une lettre de son avocat. » et qu'ils ont « fait passer ces informations aux autorités compétentes ». De fait, Brigitte Zypries, ministre de la Justice, confirme la connaissance de l'affaire dès juin 2004, mais que le bureau du procureur général allemand décide ensuite de ne pas ouvrir d'enquête, car les preuves d'un crime à motivation politique étaient insuffisantes.
Durant l'affaire, la défiance de la population envers le gouvernement s'est accrue du fait du manque de communication claire autour de l'affaire et au sein du gouvernement quant à une action à entreprendre contre les États-Unis. Au contraire, il est reproché au gouvernement d'avoir essayé d'étouffer l'affaire, se rendant ainsi un complice direct du régime de Washington et d'adopter une attitude hypocrite en se vantant de « de son indépendance diplomatique vis-à-vis de Washington » alors qu'il « coopérait étroitement avec ses services de sécurité ».
Finalement, au terme de l'enquête, le gouvernement allemand affirme qu'il a fait tout son possible et ne concède à Khaled El-Masri aucun droit à indemnité.

### Condamnation de la Macédoine du Nord
En 2012, à la suite d'une plainte déposée par son avocat allemand, la Cour européenne des droits de l'homme a condamné la Macédoine pour violation des droits de Khaled El-Masri sur la base des articles 3 (torture et traitements inhumains), 5 (liberté), 8 (respect de la vie privée et familiale) et 13 (droit à un recours effectif) de la CEDH. Le gouvernement macédonien est contraint de l'indemniser à hauteur de 60 000 euros et lui présente des excuses officielles. 

## Autres troubles judiciaires
Alors que les différentes enquêtes et jugements suivent leur cours, Khaled El-Masri fait l'objet de deux autres affaires judiciaires.
Le 17 mai 2007, Khaled El-Masri est arrêté pour un incendie criminel. Ce geste fait suite à une dispute survenue à propos d'un appareil défectueux ramené par Khaled El-Masri à un magasin METRO, qui a refusé de le reprendre. La situation dégénère et s'ensuivent insultes et crachats, mais ce n'est que dans la soirée que Khaled El-Masri retourne au magasin et démarre un feu avec un bidon d'essence. L'incendie ne cause aucune victime mais les dégâts s'élèvent à près de 90 000 €. Au cours du procès, Manfred Gnjidic, l'avocat de Khaled El-Masri, admet que son client a mis le feu au magasin, mais fait valoir le fait que Khaled El-Masri est victime de l'expérience traumatique de torture subie en Afghanistan et qu'il n'a pas été suffisamment suivi et traité à son retour en Allemagne. Le juge fait preuve de clémence et ne le condamne qu'à une peine avec sursis. 
Le 11 septembre 2009, Khaled El-Masri est arrêté pour avoir passé à tabac le maire de Neu-Ulm, Gerold Noerenberg. Un peu avant l'attaque, Khaled El-Masri tente d'obtenir un entretien avec le maire, mais la police le lui refuse. Il revient avec trois de ses enfants et déboule dans le bureau de Gerold Noerenberg et le roue de coups. Quelques heures après, il est arrêté et reconnait l'attaque, mais il garde le silence quant au motif de son geste. Il est condamné à trois ans et demi de prison ferme auxquels s'ajoute la peine pour l'incendie volontaire. Après cinq ans passés en prison, il est libéré en 2014. 

## Filmographie
- (fr + de) [vidéo][Documentaire] « L’affaire Khaled El-Masri - dans les geôles de la CIA », 2019, 1 h 30 min, Allemagne